# Eocuma muradianae
Eocuma muradianae är en kräftdjursart som beskrevs av Petrescu 1998. Eocuma muradianae ingår i släktet Eocuma och familjen Bodotriidae. Inga underarter finns listade i Catalogue of Life.